# Zmar Eco
O Zmar Eco, oficialmente conhecido como  ZMar Eco Camping Resort, é um empreendimento turístico no concelho da Odemira, na região do Alentejo, em Portugal. Corresponde ao sítio arqueológico de A-de-Mateus.

## Descrição
O complexo turístico situa-se na Herdade de A-de-Mateus, na freguesia de Longueira / Almograve. Em 2020 era composto por um hotel, parque de campismo, uma área desportiva, restaurante e bar, e um parque aquático com piscinas. Segundo um dos principais responsáveis pelo empreendimento, Francisco de Mello Breyner, o ZMar foi «o primeiro parque de campismo com preocupações de sustentabilidade ambiental no país». O parque de campismo foi classificado como de Potencial Interesse Nacional, tendo recebido vários prémios nos campos do turismo e da sustentabilidade. O empreendimento foi homenageado com o Prémio de Construção Sustentável, pelo Salão Imobiliário de Lisboa, e o Prémio Inovação 2010 pela divisão do Turismo do Alentejo. Em 2013 foi um dos destinos classificados como Top Overall Ratings no Prémio Venere, e no seguinte foi premiado com o Certificado de Excelência da Trip Advisor. Também em 2014, foi destacado pela
revista espanhola de viagens Condé Nast Traveler como um dos quinze melhores sítios do mundo para acampar, tendo a jornalista María Bayón considerado que oferecia uma «perspetiva minimalista e visionária do campismo do futuro», e elogiado os esforços que o empreendimento tinha encetado em prol da preservação ambiental, como a utilização de madeiras de origens certificadas, e a instalação de painéis solares.

## História
A área onde se encontra a unidade turística foi habitada pelo menos desde a Idade Média, tendo sido descobertos vários materiais daquele período durante uma escavação arqueológica em 2006, incluindo restos de argamassa, escórias e fragmentos de recipientes de cerâmica, que poderão ser vestigios de um núcleo habitacional e de produção metalúrgica. Noutro local, igualmente em 2006, também foram descobertos indícios de possível cronologia medieval, como restos de escória, uma peça pedra polida, seixos em quartzito que demonstram terem sido utilizados, e vários blocos que poderiam ter pertencido a um forno.
O empreendimento foi inaugurado em Junho de 2009, embora só tenha sido inaugurado em 22 de Julho do ano seguinte, numa cerimónia que contou com a presença do Secretário de Estado do Turismo, Bernardino Trindade, do presidente da entidade do Turismo do Alentejo, Ceia da Silva, e do Presidente da Câmara Municipal de Odemira, José Alberto Guerreiro. Bernardino Trindade considerou a unidade turística como um «belíssimo contributo que o sector empresarial dá ao concelho de Odemira», uma vez que «cria valor neste concelho, emprega mais de 100 pessoas e porque estabelece uma relação com o ambiente absolutamente notável». Comentou ainda que «Estão aqui estabelecidas aquelas que são as melhores práticas em termos de relacionamento com o ambiente e foi construída aqui uma pequena centralidade, pois neste momento pernoitam mais de 700 pessoas o que reflecte bem não só sucesso do empreendimento, mas a capacidade que portugueses e estrangeiros têm de fruir este belíssimo território». Com efeito, em 2009 a unidade teve cerca de quarenta mil dormidas, valor que foi muito ultrapassado no Verão do ano seguinte, tendo estado completo durante toda a época.
Em finais de Abril de 2021, o complexo foi alvo de uma requisição civil por parte do governo, para alojar os casos de confinamento obrigatório e isolamento profilático no concelho de Odemira, no âmbito da Epidemia de Covid-19. Foi utilizado principalmente por migrantes estrangeiros, situação que causou polémica devido à sobrelotação das instalações, e a falta de condições de salubridade.